# روبرتا کلوز
روبرتا کلوز (به انگلیسی: Roberta Close) مدل برزیلی است. او متولد ۷ دسامبر ۱۹۶۴ در برزیل است.
او یک زن ترنس است.